# Tage Larsson
Tage Konrad Leopold Larsson, född 11 november 1905 i Stora Köpinge, Malmöhus län, död 15 juli 1998 i Sankt Matteus församling, Stockholm, var en svensk försäkringsmatematiker och direktör i försäkringsbranschen.
Larsson blev filosofie magister 1927, filosofie licentiat 1933, och var amanuens vid Lunds universitets statistiska institution 1929-1934. 1934 var han ordförande för Lunds studentkår och tillika general för det årets lundakarneval. Han var vikarierande lektor vid Malmö högre allmänna läroverk 1930, anställdes som tjänsteman vid livförsäkringsaktiebolaget Skandia 1934, blev aktuarie 1935, biträdande direktör 1944, vice direktör 1949, vice verkställande direktör vid Skandia 1955, och vid Livförsäkringsaktiebolaget Thule 1964-1970. 
Vid sidan av sitt arbete i försäkringsbranschen samarbetade han också med psykiatrikern Torsten Sjögren, och utförde statistiska analyser kring olika sjukdomar, vilket resulterade i åtta forskningspublikationer under åren 1949 till 1967. Sjögren-Larssons syndrom har uppkallats efter dessa två forskare. Sjögren promoverades 1951 till medicine hedersdoktor i Stockholm.

## Utmärkelser
- Kommendör av Vasaorden, 6 juni 1970.[5]